# Beechcraft Bonanza
Pour les articles homonymes, voir Bonanza (homonymie).
 (mai 2024).
Si vous disposez d'ouvrages ou d'articles de référence ou si vous connaissez des sites web de qualité traitant du thème abordé ici, merci de compléter l'article en donnant les références utiles à sa vérifiabilité et en les liant à la section « Notes et références ».

Beechcraft V35B Bonanza

Le Bonanza est un aéronef présenté pour la première fois par Beechcraft en 1947. Il avait fait son premier vol en décembre 1945, et était apparu comme un avion de tourisme révolutionnaire pour son époque. Il est toujours fabriqué mais dans une nouvelle version (Beechcraft G36) par la Hawker Beechcraft. Plus de 17 000 Bonanza, toutes variantes confondues, ont été construits.
Les premières versions étaient équipées d'une queue de type papillon (empennage en V), semblable à celle du Fouga Magister. Par la suite, à partir de 1982, les versions équipées d'un empennage conventionnel (dérive verticale et stabilisateur horizontal) sont les seules restées en production.
À sa sortie en 1947 le Bonanza, entièrement métallique, rapide, équipé d'un train d'atterrissage rétractable, d'un moteur 6 cylindres à plat, avec une aérodynamique très soignée et une traînée réduite, construit sans surfaces entoilées était un avion très innovant, plus fin à piloter que les appareils concurrents à train fixe. À la suite d'accidents avec des pilotes peu familiarisés avec ses caractéristiques et ses performances, il reçut le sobriquet de « tueur de médecins ».

## Variantes

### Modèle G36 Bonanza
La version la plus récente[Quand ?], G36, a été certifiée en 2005 avec une avionique Garmin G1000. Le Bonanza se distingue des autres avions de sa catégorie par les 6 places de sa cabine.
Il s'en est vendu 22 en 2010 et 24 en 2011[réf. souhaitée].

### Modèles 33 Debonair/Bonanza (BE33)

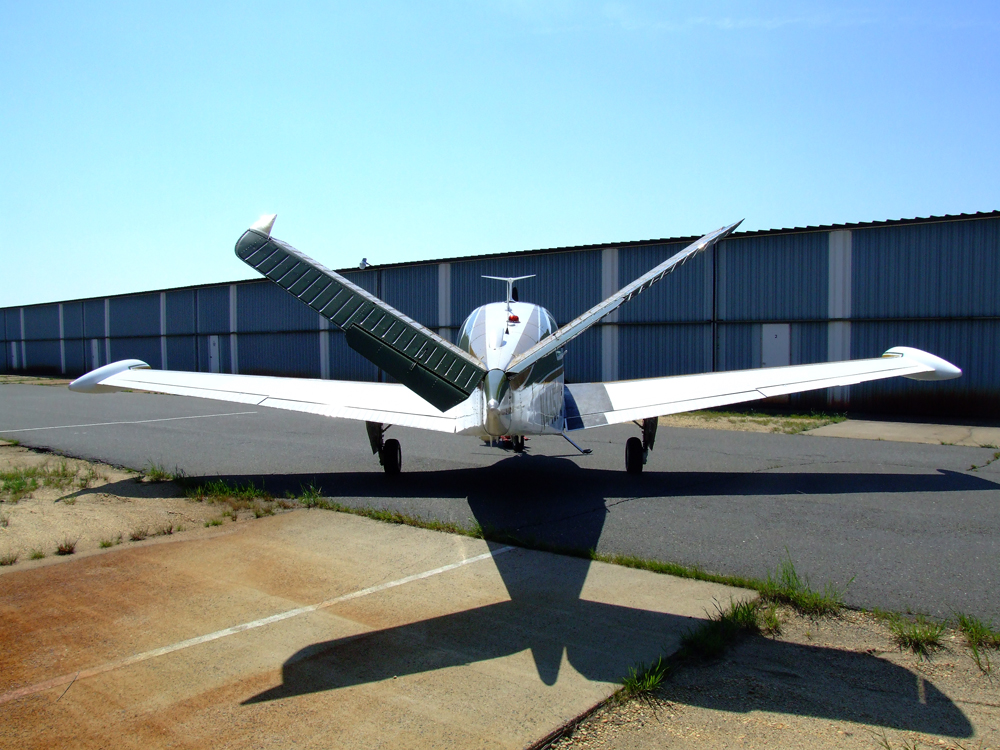
Un Be33 avec la variante V-tail (queue en papillon ou empennage en V).

- 35-33 Debonair (1959) : Un Bonanza M35 avec ailerons et l'empennage conventionnels, un moteur Continental IO-470-J de 225 ch. 233 unités construites.
- 35-A33 Debonair (1961) : Modèle 33 avec fenêtres de côté sur l'arrière et amélioration du trim (compensateur) intérieur. 154 unités construites.
- 35-B33 Debonair (1962-1964) : A33 avec une dérive en flèche, des réservoirs de carburant modifiés N35 et une planche de bord P35. 426 exemplaires construits.
- 35-C33 Debonair (1965-1967) : B33 avec des vitres arrière en goutte d'eau, des carénages de dérive agrandis et des sièges améliorés. 305 appareils produits.
- 35-C33A Debonair (1966-1967) : C33 avec un moteur Continental IO-520-B de 285 ch et un cinquième siège en option. 179 unités construites.
- D33 Debonair : Un S35 modifié en prototype de soutien militaire.
- E33 Bonanza (1968-1969) : C33 avec un trim Bonanza amélioré. 116 unités construites.
- E33A Bonanza (1968) : E33 avec un moteur Continental IO-520-B de 285 ch. 85 unités construites.
- E33B Bonanza : E33 avec une ossature renforcée et certifié pour la voltige.
- E33C Bonanza (1968-1969) : E33B avec un moteur Continental IO-520-B de 285 ch. 25 unités construites.
- F33 Bonanza (1970) : E33 avec vitres de côté situées plus en arrière et des améliorations mineures. 20 unités construites.
- F33A Bonanza (1970-1994) : F33 avec un moteur Continental IO-520-B de 285 ch, les versions suivantes ont la longueur de cabine du S35/V35 et des sièges en plus. 821 unités construites.
- F33C Bonanza (1970) : F33A certifié pour la voltige. 118 unités construites.
- G33 Bonanza (1972-1980 : F33 avec un moteur Continental IO-470-N de 260 ch et le trim du V35B. 50 unités construites.

### Modèle 35 Bonanza (BE35)

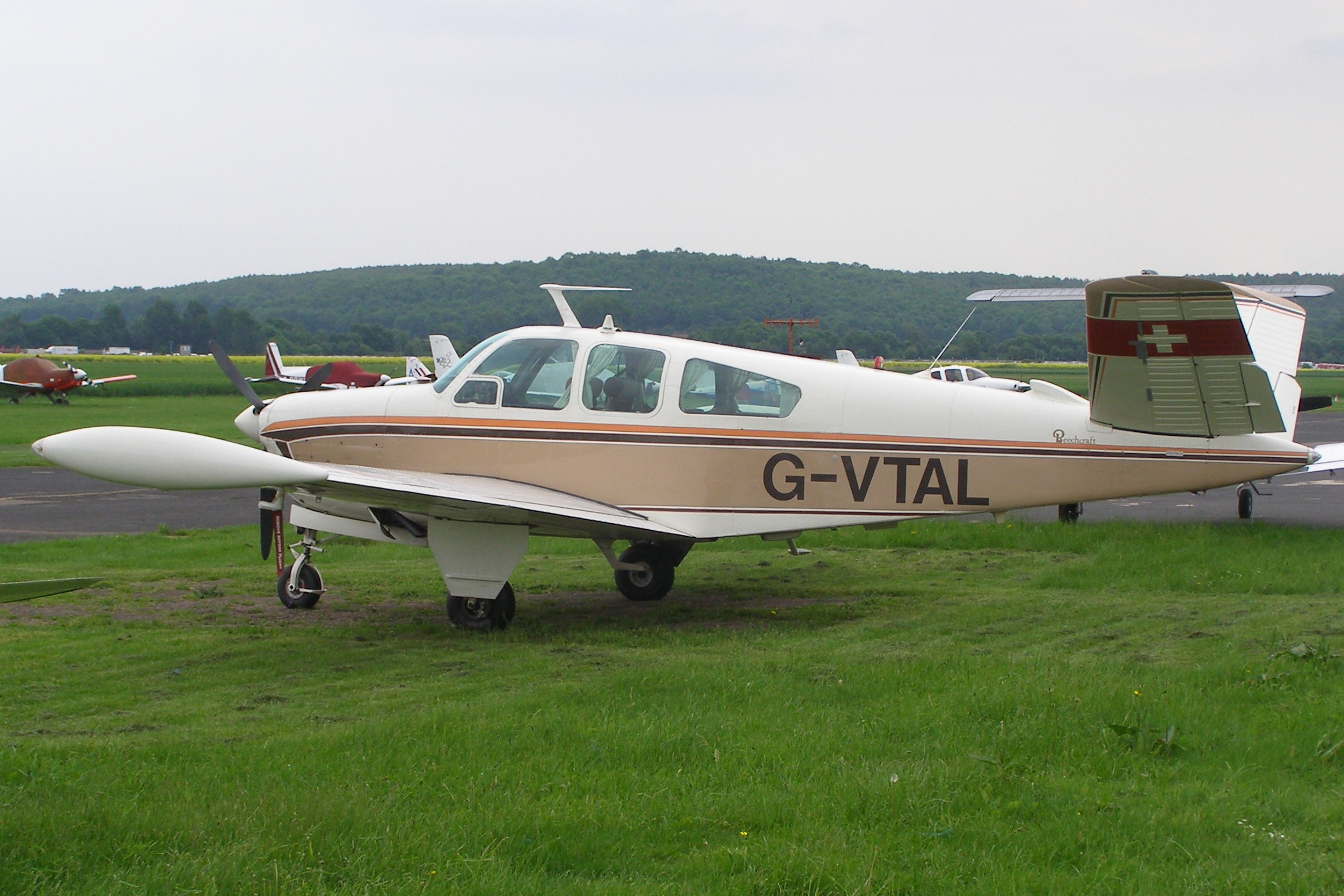
1965 Modèle V35

- 35 (1947-1948) : Production initiale avec un moteur Continental E-185-1 de 165 ch. 1 500 unités construites.
- A35 (1949) : Modèle 35 avec une masse au décollage plus élevée et des changements internes mineurs. 701 unités construites.
- B35 (1950) : A35 avec un moteur Continental E-185-8 de 168 ch et autres changements mineurs. 480 unités construites.
- C35 (1951 -1952 en aéronautique) : B35 avec un moteur Continental E-185-11 de 185 ch, une hélice en métal, une surface alaire plus grande pour la queue et une masse au décollage plus élevée. 719 unités construites.
- D35 (1953) : C35 avec une masse au décollage plus élevée et des changements mineurs. 298 unités construites.
- E35 (1954) : D35 avec un moteur E-225-8 en option et des changements mineurs. 301 unités construites.
- F35 (1955) : E35 avec une vitre additionnelle à l'arrière de part et d'autre du fuselage. 392 exemplaires construits.
- G35 (1956) : F35 avec un moteur Continental E-225-8. 476 unités construites.
- H35 (1957)  : G35 avec un moteur Continental O-470-G, une structure renforcée et des modifications internes du trim. 464 unités construites.
- J35 (1958) : H35 avec un moteur Continental IO-470-C à injection, un pilote automatique en option et l'amélioration des instruments de vol. 396 unités construites.
- K35 (1959) : J35 avec une contenance des réservoirs d'essence augmentée, un 5e siège en option et une masse au décollage plus élevée. 436 unités construites.
- M35 (1960) : K35 avec des saumons d'ailes bombés et des changements mineurs. 400 unités construites.
- N35 (1961) : M35 avec un moteur Continental IO-470-N de 260 ch, des réservoirs de carburant plus grands, une masse au décollage augmentée et une vitre arrière en goutte d'eau. 280 appareils construits.
- O35 (1961) : Version expérimentale, un N35 équipé d'un profil d'aile à écoulement laminaire et d'un train d'atterrissage redessiné. Un seul exemplaire produit.
- P35 (1962-1963) : N35 avec une nouvelle planche de bord et des sièges améliorés. 467 unités construites.
- S35 (1964-1965) : P35 avec un moteur Continental IO-520-B, une masse au décollage plus élevée, une cabine plus longue, un 5e et un 6e siège en option. 667 unités construites.
- V35 (1966-1967) : S35 avec une masse au décollage accrue, un pare-brise d'une seule pièce et un moteur TSIO-520-D turbocompressé en option (désigné V35-TC). 873 appareils construits.
- V35A (1968-1969 : V35 avec un pare-brise profilé et des modifications mineures, un moteur turbocompressé TSIO-520-D pouvait être monté en option (désigné V35A-TC). 470 unités construites.
- V35B (1970-1982) : V35A avec des améliorations mineures des systèmes et du trim, et un moteur turbocompressé TSIO-520-D en option (désigné V35B-TC). 873 exemplaires construits.

## Dotation
- Espagne : Il est en dotation en tant qu'avion d'entraînement au sein des forces aériennes espagnoles : 29 x Bonanza F33C et 25 x Bonanza F33A en 1982[1].
- Pérou

## Dans la bande dessinée
Dans l'album de Tintin L'Affaire Tournesol, c'est un Beechcraft Bonanza immatriculé en Syldavie (matricule SY - ONF) qui est utilisé par les espions syldaves pour kidnapper en Suisse l'infortuné professeur Tournesol. Le décollage réussit d'extrême justesse malgré les efforts de Tintin, cramponné à l'aile de l'appareil, qui finit par lâcher prise et boule brutalement dans une meule de foin.

## Crash du jour où la musique mourut
Buddy Holly, Ritchie Valens, The Big Bopper : de grandes personnalités du rock'n'roll sont mortes dans un crash de cet avion, le 3 février 1959 à 0 h 50, à Clear Lake dans l’Iowa. Le pilote était Roger Peterson.

#### Avions de la même catégorie
- Cirrus SR22
- Cessna 350
- Mooney M20R